# Osiek (gmina Zawidz)
Osiek – wieś w Polsce położona w województwie mazowieckim, w powiecie sierpeckim, w gminie Zawidz. Ma status sołectwa.
| SIMC    | Nazwa         | Rodzaj    |
| ------- | ------------- | --------- |
| 0579804 | Osiek-Parcele | część wsi |

W latach 1975–1998 miejscowość należała administracyjnie do województwa płockiego.